# 路羣
路羣（？—834年），字正夫，唐朝魏州冠氏（今山东冠县）人，路岩之父。
路群是平愛秦三州刺史、宣城縣公路文昇五世孙，勳吏二郎中、廣州都尉路元睿玄孙，監察御史路幼玉曾孙，徐、宋二州刺史路齊暉之孙，路群之父路季登，大历六年登进士第，辟节度使幕府。入朝为尚书郎、左谏议大夫。卒。路群与弟弟路庠、路单，都中进士第。路中进士后，吏部选拔以书判优秀，出佐节度使幕府。入朝为监察御史。唐穆宗即位，派路群西北边区犒宴军士，办事称旨，加兵部郎中。太和二年（828年），升任谏议大夫，以本官充侍讲学士。太和四年（830年），罢侍讲为翰林学士。太和五年（831年），正拜中书舍人，依然为翰林学士。路群精于经学，善写文章。性情仁孝，志行贞洁。父母去世后，终身不吃肉食。官居台阁，被唐文宗优遇，未尝以自己的势位骄傲。与朋友结交，不论贫富贵贱，待之以礼。太和八年（834年）正月去世。二子：路岳、路岩，大中年间相次进士登第。

## 子孙
- 路嶽，字周翰
  - 路招隱，字希龍
- 路巖，字魯瞻
  - 路德延，字昌遠
  - 路延規，字希聖